# Александер, Невилл
Невилл Эдвард Александер (англ. Neville Edward Alexander; 22 октября 1936 — 27 августа 2012) — южноафриканский революционер, марксистский активист троцкистского толка, борец с режимом апартеида, который провел десять лет в тюрьме на острове Роббен вместе с Нельсоном Манделой. Также известен как учёный, педагог, автор книг и сторонник многоязычной ЮАР.

## Ранние годы
Александер родился в Крадоке (Восточно-Капская провинция, Южная Африка), в семье плотника Дэвида Джеймса Александера и школьной учительницы Димбити Бишо Александер. Его бабушка по материнской линии, Бишо Джарса была эфиопкой из народа оромо, вызволенной из рабства британцами.
Окончив школу в 1952 году, провёл шесть лет в Кейптаунском университете. Изначально юноша собирался стать священником, затем ему посоветовали получить медицинское образование, но для поступления не хватало математической подготовки, и в итоге он занялся гуманитарными науками.
В 1955 году получил степень бакалавра немецкой филологии и истории, а через год — и магистерский диплом с отличием по немецкому; его диссертация была посвящена силезской барочной драме Андреаса Грифиуса и Даниэля Каспара фон Лохенштейна. Получив стипендию Фонда Александра фон Гумбольдта в Тюбингенском университете, защитил там в 1961 году докторскую диссертацию об изменении стиля в драматическом творчестве Герхарта Гауптмана.

## Годы апартеида
Во время учёбы в Кейптауне Александер был уже радикализован и стал социалистом. Он контактировал с Лигой педагогов Южной Африки, связанной с троцкистским Движением за неевропейское единство Южной Африки (на собраниях которого он ближе познакомился с идеями Карла Маркса и Льва Троцкого), и к 1957 году создал студенческий профсоюз Капского полуострова. Во время учёбы в Европе вступил в Социалистический союз немецких студентов, встречался с кубинскими и алжирскими революционерами, а также с вдовой Троцкого Натальей Седовой в Париже.
Он присоединился к Демократическому союзу африканских народов юга Африки (APDUSA), основанному в 1960 году. Однако он был исключён из APDUSA в 1961 году за пропаганду переложения опыта революционной герильи (партизанской войны) для Южной Африки. Вместе со впоследствии убитой активисткой борьбы с апартеидом Дульси Септембер и намибийскими участниками антиколониального движения СВАПО Андреасом Шипангой, Кеннетом и Оттили Абрахамс в июле 1962 года образовали группу из девяти человек, известную как Клуб Юй Чи Чань (Yu Chi Chan Club, YCCC, по китайскому названию партизанской войны, которое использовал Мао Цзэдун).
В конце 1962 года эта группа распалась и была заменена Фронтом национального освобождения (ФНО), одним из основателей которого является Александер. В июле 1963 года он вместе с большинством членов НФО был арестован. В 1964 году его признали виновным в заговоре с целью совершения диверсии. За рубежом основывались комитеты солидарности с заключённым (например, в Нью-Йорке такой основал Айзек Бангани Табата).
В 1964—1974 годах Невилл Александер находился в заключении на острове Роббен. Даже в тюрьме он продолжал преподавать, читая лекции другим заключённым. После освобождения был помещён под домашний арест. В этот период «Новое движение за свободу» Александера и движение «чёрного самосознания» Стива Бико искали контактов; Бико был схвачен полицией (и в итоге убит) как раз когда возвращался с несостоявшейся встречи с Александером (она сорвалась из-за опасений последнего, что они будут под полицейской слежкой).

## После апартеида
После освобождения и снятия с него запретов на педагогическую деятельность Александр сумел вернуться к преподаванию на факультете социологии Кейптаунского университета, а также принимать участие а антиапартеидных инициативах вроде Южноафриканского комитета по высшему образованию (SACHED), директором которого он был назначен в 1981 году. Он также участвовал в Национальном форуме, координировавшем оппозицию очередной инкарнации порядков апартеида в форме «Трёхпалатной конституции» и соответствующего референдума только для белых. В 1986 году он стал секретарём Общества здрвоохранения, образования и социальной защиты Южной Африки.
С 1980-х он повёл новаторскую работу в области языковой политики и планирования в Южной Африке, которую с демонтажем апартеида в 1990-х смог вести через такие организации, как Проект изучения альтернативного образования в Южной Африке (PRAESA) или план LANGTAG. Он был основателем и директором PRAESA с 1992 по конец 2011 года, а также членом Временного управляющего совета Африканской академии языков. На момент смерти он ушел с поста директора PRAESA в Кейптаунском университете. Его последняя работа была сосредоточена на противоречии между многоязычием и гегемонией английского языка в общественной сфере. Он оказал влияние на разработку языковой политики в различных государственных ведомствах, в том числе в сфере образования.
В апреле 1990 года Невилл Александер участвовал в учреждении и возглавил Рабочую организацию за социалистические действия (Workers’ Organisation for Socialist Action, WOSA) — троцкистскую политическую организацию, выступавшую за социализм, демократию и интересы рабочего класса против капитализма, расизма, империализма, трайбализма и сексизма. Эта группа, близкая к Воссоединённому Четвёртому интернационалу, была едва ли не сильнейшей из отождествлявшихся с троцкизмом в стране, однако даже объединившись с близкой идеологически Интернациональным социалистическим движением в Партию рабочего списка, в выборах 1994 года выступила неудачно.
Александер был отмечен рядом наград, включая премию Linguapax за 2008 год. Премия присуждается ежегодно (с 2000 года) за вклад в языковое разнообразие и многоязычное образование. Отмечалось, что он посвятил более двадцати лет своей профессиональной жизни защите и сохранению многоязычия в Южной Африке после апартеида и стал одним из главных защитников языкового многообразия.
Александр умер от рака после непродолжительной болезни 27 августа 2012 года в возрасте 75 лет. Его личный архив был передан в библиотеку специальных коллекций Кейптаунского университета. В 2014 году документы Невилла Александера были включены в коллекции Рукописей и Архивов библиотеки. Университет также назвал в его честь здание в верхнем кампусе.